# Секу (комуна)
Секу (рум. Secu) — комуна у повіті Долж в Румунії. До складу комуни входять такі села (дані про населення за 2002 рік):
- Коменіча (344 особи)
- Секу (565 осіб)
- Смадовічоара-де-Секу (303 особи)
- Шумандра (115 осіб)

Комуна розташована на відстані 222 км на захід від Бухареста, 44 км на захід від Крайови.

## Населення
За даними перепису населення 2002 року у комуні проживали 1327 осіб, усі — румуни.
Рідною мовою назвали:
| Мова      | Кількість осіб | Відсоток |
| --------- | -------------- | -------- |
| румунська | 1326           | 99,9%    |

Склад населення комуни за віросповіданням:
| Релігія       | Кількість осіб | Відсоток |
| ------------- | -------------- | -------- |
| православні   | 1326           | 99,9%    |
| римо-католики | 1              | 0,1%     |